# História dos Estados Unidos
A História dos Estados Unidos começa com a chegada dos primeiros europeus, na época do descobrimento deste território por parte dos habitantes do Velho Mundo. Durante o século XVI e XVII, estes territórios foram colonizados pela França, pela Inglaterra, pela Espanha e pela Holanda. Os britânicos colonizaram a região da costa atlântica, onde nos séculos XVII/XVIII fundadas as Treze Colonias Britânicas.
Estas colônias, inicialmente muito diferentes e afastadas politicamente e culturalmente entre si, uniram-se e declararam a sua independência em 4 de julho de 1776, tendo esta independência sido reconhecida pelo Reino Unido após o fim da Revolução Americana de 1776, em 1783, sob os termos do Tratado de Paris. Desde então, os Estados Unidos tornaram-se gradualmente uma superpotência, passando a exercer crescente influência político-econômica, militar e cultural no panorama mundial.

## Até 1754
Diversas tribos nativas viviam na região que atualmente constitui os Estados Unidos muito tempo antes da chegada dos primeiros europeus. Cada uma destes grupos indígenas era composto por diversas tribos com culturas e idiomas semelhantes, que eram aliadas ou neutras entre si. Entre as nações indígenas dos Estados Unidos, destacam-se os iroqueses, os algonquinos, os hurões, os sioux, os apaches, os uto-astecas, os havaianos e os esquimós. Estas famílias indígenas estavam, por sua vez, divididas em várias tribos menores. Não se sabe ao certo o número total de nativos indígenas que viviam nos atuais Estados Unidos nos anos que precederam à chegada dos primeiros europeus. Estima-se este número entre um a quinze milhões de indígenas, número que também inclui astecas que viviam no sul dos atuais Estados Unidos.

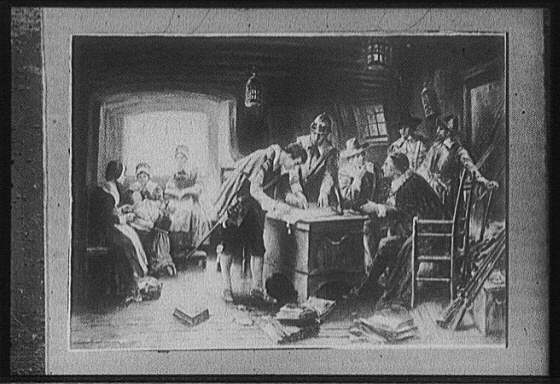
Os primeiros colonos

Os primeiros europeus chegaram ao longo do século XVI. Diferentes nações exploraram e reivindicaram diferentes partes dos Estados Unidos. Os espanhóis foram os primeiros a explorarem as atuais regiões de Flórida, Texas, Novo México, Arizona e Califórnia. Tais regiões continuariam sob controle hispânico até meados do século XIX. Em 28 de agosto de 1565, os espanhóis fundaram o primeiro povoado colonial permanente do território norte-americano, denominado Saint Augustine. Os franceses instalaram-se ao longo da região central dos atuais Estados Unidos, e os neerlandeses e suecos no nordeste. Durante a década de 1640 os neerlandeses expulsaram os suecos da região.
Em 1606, a Virgínia foi a primeira colónia britânica nas Américas. Jamestown foi o primeiro assentamento britânico fundado no continente americano. Os colonos britânicos esperavam encontrar ouro ou outros metais preciosos, mas nada encontraram. Ao invés disso, a Virgínia tornou-se uma colónia agrária, passando a exportar tabaco para o Reino Unido a partir de 1612. A Virgínia também se destaca por ter sido a primeira colónia a criar um sistema de governo, a Casa de Burgess, uma câmara legislativa.

Outras províncias coloniais britânicas logo foram fundadas pelo Reino Unido, ao longo do Oceano Atlântico. Massachusetts foi fundada em 1620, e Nova Hampshire, em 1623. A colónia de Nova Iorque foi fundada em 1624. Esta última colónia aumentaria para o dobro após os britânicos terem expulsado os neerlandeses do nordeste dos atuais Estados Unidos. Os neerlandeses estavam instalados no que atualmente constitui o sul do Estado de Nova Iorque, numa colônia chamada Novos Países Baixos, cuja capital era Nova Amsterdam. Os Novos Países Baixos foram capturados em 1664 pelos britânicos, e Nova Amsterdam foi renomeada como Nova Iorque.
O primeiro assentamento permanente no Connecticut foi fundado em 1633, Maryland em 1632, Rhode Island em 1636, Delaware em 1638, Pensilvânia em 1643, Carolina do Norte em 1653, Nova Jérsei em 1660, e a Carolina do Sul, em 1670. Maryland destaca-se por ter sido a primeira colónia a permitir a livre prática de religião.
Massachusetts destacou-se em seu pioneirismo na educação, tendo fundado a Faculdade de Harvard - atual Universidade Harvard - em 1636 - a primeira instituição de educação superior nos atuais Estados Unidos - e o primeiro sistema de educação pública, em 1647. Entre a década de 1650 e a 1660, os britânicos gradualmente conquistaram os Novos Países Baixos, tendo anexado estas colônias neerlandesas definitivamente em 1664. Nova Amsterdão, capital e maior cidade destas colónias, foi renomeada como Nova Iorque. Em 1672, a primeira estrada de maior importância foi fundada nos Estados Unidos, conectando Boston, capital da colónia de Massachusetts a Nova Iorque, capital da colónia homónima. O primeiro jornal foi fundado em 1704, em Boston, sob o nome de Boston News-Letter.
Em 1663, o Rei Carlos II de Inglaterra cedeu a região localizada entre a colónia britânica da Virgínia e a então colónia espanhola da Flórida a oito diferentes proprietários. Esta região era então chamada de Carolina. Em 1712, a Carolina foi dividida em três regiões. A região setentrional tornou-se a Carolina do Norte, e a região central tornou-se a Carolina do Sul. A região sul continuou escassamente habitada, e apenas se tornou oficialmente uma colónia britânica em 1733, sob o nome de Geórgia.
Em 1753, a população dos futuros Estados Unidos era de um 1,3 milhão de habitantes. A economia das colónias era baseada primariamente na agricultura e na exportação de produtos agropecuários a outros países. Então, as Treze Colônias já atraíam milhares de imigrantes anualmente, tornando-se uma sociedade multicultural.

## 1754 - 1783
O período da história dos Estados Unidos, que se estende de 1754 até 1783, é marcado pelo crescente movimento da população das Treze Colônias Norte Americanas pela independência. As relações entre os colonos americanos e os britânicos passaram a deteriorar-se rapidamente.
Desde meados do século XVIII, tanto as colónias francesas quanto as colónias britânicas na América do Norte expandiram-se. Eventualmente, tanto a França quanto o Reino Unido reivindicaram o território que estendia-se dos Apalaches até o Rio Mississipi. Em 1754, a Guerra Franco-Indígena teve início, entre a colónia francesa de Nova França e as Treze Colônias britânicas. Esta guerra, por sua vez, é considerada parte de um conflito mundial, a Guerra dos Sete Anos. Diferentes tribos indígenas participaram na guerra, algumas ao lado dos britânicos, e outras ao lado dos franceses. Em 1763, o Reino Unido saiu vencedor. Segundo os termos do Tratado de Paris, o Reino Unido anexou todos os territórios franceses a oeste do Rio Mississipi - com exceção de New Orleans. Territórios franceses a oeste do Rio Mississipi, bem como New Orleans, tornaram-se colónias espanholas.

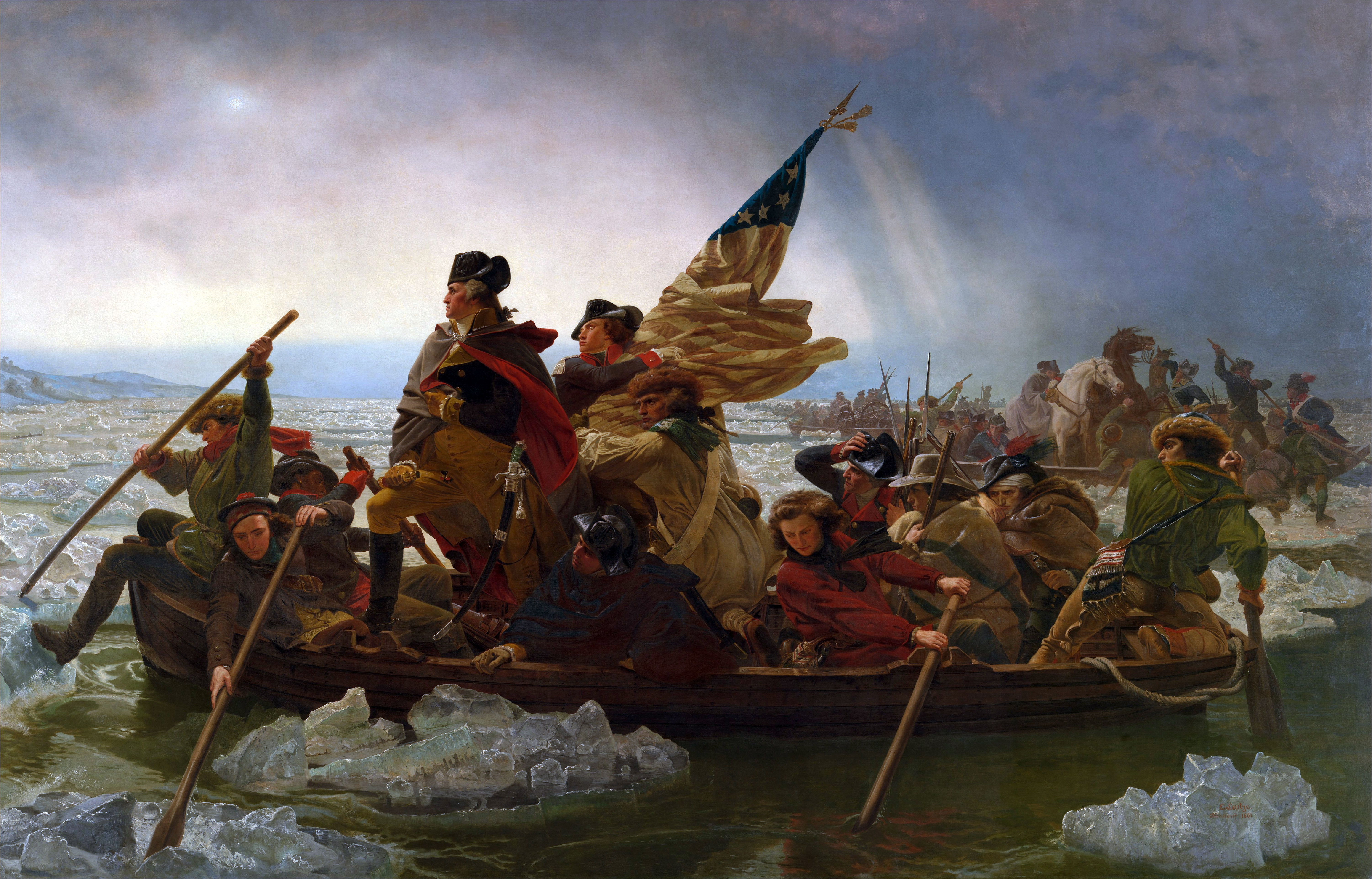
Revolução Americana de 1776.

A Guerra dos Sete Anos endividou gravemente o Reino Unido. Além disso, o Reino Unido, por passar a controlar um território muito maior, foi obrigada a aumentar os custos em relação à defesa e manutenção da ordem nas suas colónias. Como consequência, o governo britânico criou ou aumentou uma série de impostos em todo o Império Britânico, facto que desagradou muito a população americana. Os colonos americanos não tinham representação no Parlamento do Reino Unido, e acreditavam que estes impostos eram injustos. Não aos impostos sem representação tornou-se um grito de guerra de vários colonos americanos. Como consequência, muitos colonos americanos passaram a boicotar produtos britânicos vendidos nas Treze Colônias. Em 1765, um grupo de representantes de nove das Treze Colônias juntou-se em Massachusetts, e passaram a considerar a criação de uma ação conjunta contra o Reino Unido.
À medida que as tensões entre britânicos e americanos cresciam, os britânicos mandaram tropas no final da década de 1760, que ocuparam as duas maiores cidades americanas da época, Boston e Nova Iorque. Tensões entre colonos americanos e soldados britânicos resultaram na morte de cinco colonos americanos, a 5 de março de 1770. Em 1774, os britânicos aprovaram os Actos Intoleráveis. Estas leis previam o encerramento do  porto de Boston e o aumento dos poderes britânicos sobre as Treze Colónias, entre outras medidas. Os Actos Intoleráveis revoltaram a população americana. A 5 de setembro de 1774, representantes de 12 das 13 colónias britânicas juntaram-se no Primeiro Congresso Continental, em Filadélfia, e decidiram paralisar todas as relações comerciais entre as colónias e o Reino Unido.

Declaração da Independência dos Estados Unidos.

A Revolução Americana de 1776 teve início em 19 de abril de 1775, quando tropas britânicas tentaram apreender armas e suprimentos militares da colónia de Massachusetts. Porém, os colonos derrotaram estas tropas britânicas. Representantes das Treze Colónias britânicas juntaram-se em Filadélfia, no Segundo Congresso Continental, a 10 de maio de 1775. A 15 de junho, George Washington foi eleito líder das forças rebeldes americanas. A 23 de agosto, o Reino Unido declarou oficialmente guerra contra os rebeldes.
A 4 de julho de 1776, o Segundo Congresso Continental declarou oficialmente a independência das Treze Colónias. A guerra pela independência estendeu-se entre 1776 e 1783. Inicialmente, os rebeldes americanos dispunham de uma pequena força armada, mal treinada, mal equipada. Lidavam também com uma premente falta líderes e comandantes. Além disso, faltavam armas, suprimentos e fundos económicos. Apesar disso, a causa da independência era mais importante, e os rebeldes tinham a vantagem de lutar num enorme e bem conhecido território, que era desconhecido pelas tropas britânicas enviadas às Treze Colónias. Inicialmente, os rebeldes sofreram diversas derrotas. Com o passar do tempo, porém, os rebeldes passaram a dominar a guerra. Os rebeldes americanos também receberam ajuda militar e económica substancial da França e da Espanha, na época governadas pelos Reis absolutistas da Dinastia Bourbon e rivais históricos do Reino Unido.
A 3 de Setembro de 1783, o Reino Unido reconheceu oficialmente a sua derrota, através do Tratado de Paris, terminando oficialmente a guerra da independência americana. Os Estados Unidos receberam todos os territórios britânicos ao sul dos Grandes Lagos e do Rio São Lourenço, a leste do Rio Mississippi, e ao norte da Flórida, ainda colónia espanhola.

## 1783 - 1815
Em 1787, líderes e representantes das ex-Treze Colónias Britânicas escreveram a Constituição dos Estados Unidos, que se tornou o pilar central do sistema político dos Estados Unidos, e centralizou o governo do recém-criado país. Todas as ex-Treze Colónias Britânicas ratificaram a Constituição americana por volta de 1789, tornando-as assim oficialmente em Estados dos Estados Unidos.
A Constituição Estadunidense instituiu um sistema de colégios eleitorais no país. Em 1789, George Washington, que fora o líder das forças rebeldes americanas na Revolução Americana de 1776, foi escolhido por unanimidade pelos membros do colégio eleitoral como o primeiro Presidente dos Estados Unidos. O governo dos Estados Unidos passou a operar de maneira centralizada ainda em 1789, com capital em Nova Iorque. Um ano depois, a capital mudou-se para Filadélfia.
Os Estados Unidos de então sofria de diversos problemas, como a falta de infraestrutura e uma gigantesca dívida pública. Os problemas económicos do país eram enormes. O país também estava dividido em dois: num Norte cuja economia se baseava primariamente no comércio doméstico e na nascente indústria de manufactura, e cuja população era primariamente contra o trabalho escravo, e num Sul cuja economia dependia pesadamente da agricultura, cujos produtos - primariamente algodão - eram primariamente vendidos a outros países, e utilizava mão-de-obra escrava. Outro problema foi o início de uma nova guerra, entre a França (que estava em plena Revolução Francesa) e o Reino Unido e a Espanha. A França esperava ajuda militar dos americanos. Porém, alguns grupos políticos eram a favor, e outros eram contra. George Washington decidiu-se pela neutralidade, causando atritos políticos e militares entre a França Revolucionária e os Estados Unidos. Divergências entre diferentes grupos políticos levaram à criação de dois partidos políticos - o Partido Federalista e o Partido Democrata-Republicano.

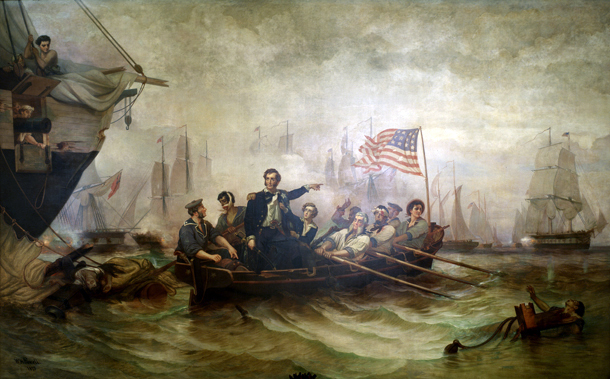
Guerra de 1812.

Diversos políticos queriam que o governo controlasse ativamente a economia do país. Outros eram contra a qualquer tipo de intervenção do Estado na economia dos Estados Unidos. O Secretário de Estado americano Alexander Hamilton, que era a favor da intervenção do governo na economia nacional, sugeriu aumentar impostos em certos produtos agropecuários, para aumentar as receitas, que seriam utilizadas para o pagamento da dívida. Thomas Jefferson, um dos líderes do grupo contra a intervenção governamental na economia do país, foi contra inicialmente. Porém, Jefferson concordou em apoiar Hamilton, caso este decidisse apoiar a mudança da capital americana para o sul. O Congresso americano aprovou o plano financeiro de Hamilton, e também em mudar a capital americana, que mudou-se definitivamente para Washington, Distrito de Columbia, em 1800.
Em 1800, Thomas Jefferson foi eleito Presidente dos Estados Unidos, tendo sido reeleito em 1804. A ideologia político-social de Jefferson era um fraco governo centralizado, e politicamente democrático e balanceado, bem como ampla liberdade aos habitantes do país. Este ideal ficou conhecido como democracia jeffersoniana. Em 1803, Jefferson autorizou a compra de um enorme território, a Louisiana, comprado à França Napoleónica, que via o território apenas como um dreno para os cofres franceses e usou o dinheiro ganho com os Estados Unidos para investir nas suas forças armadas para adquirir territórios na Europa. A compra da Louisiana aumentou para o dobro a extensão territorial do país. A Constituição americana não autorizava a compra de territórios estrangeiros, e diversos grupos políticos questionaram a validade da compra. Outro ponto do governo de Jefferson foi a ascensão da Suprema Corte.
Em 1803, a França de Napoleão e o Reino Unido entraram novamente em guerra. Ambos os países atacaram navios mercantes americanos. Os Estados Unidos instituíram um embargo contra os dois países, em 1807. O embargo causou grande recessão económica nos Estados Unidos, e tiveram pouco efeito tanto nos ataques quanto nas fortes economias britânica e francesa. James Madison tornou-se Presidente em 1809, e a França concordou em parar de atacar navios mercantes americanos. O Reino Unido, porém, continuou ativamente com estes ataques. Isto, aliado a rumores que constantes ataques indígenas no norte do país estavam a ser incentivados pelos britânicos, desencadearam a Guerra de 1812. Os Estados Unidos declararam guerra oficialmente a 12 de Junho de 1812. Tropas americanas atacaram o sul do atual Canadá, mas eventualmente, contra-ataques das tropas britânicas, enviadas para auxiliar os colonos canadenses, forçaram os americanos a recuarem. Os britânicos capturaram e incendiaram prédios governamentais importantes de Washington, DC, em 1814. Eventualmente, porém, os americanos e os britânicos chegaram a um acordo. A guerra terminou em 1815, e nenhum lado oficialmente venceu a guerra. A Guerra de 1812, porém, criou um grande senso de orgulho e de nacionalismo americano, entre a população do país.

## 1815 - 1865

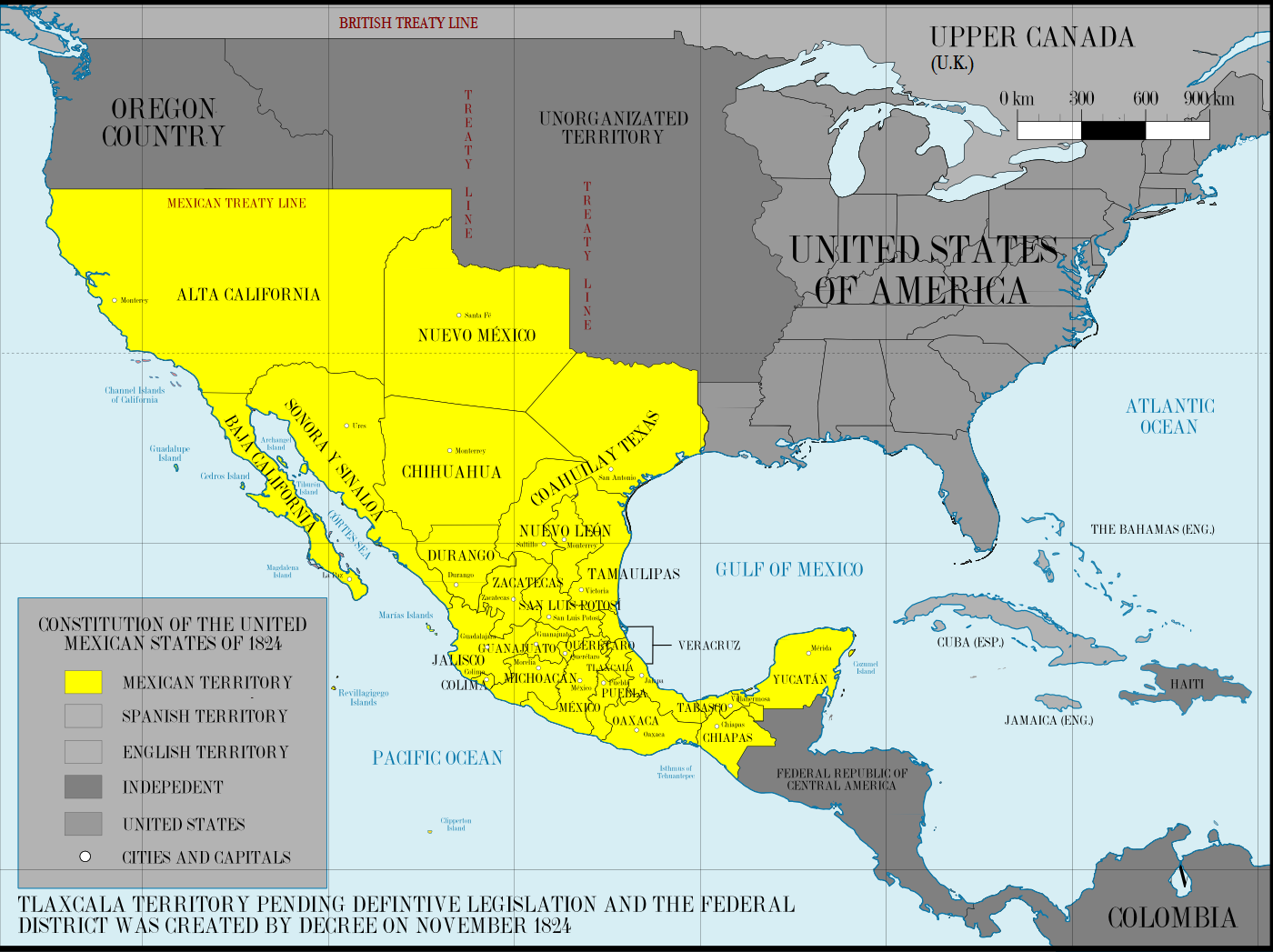
O México em 1824. O Texas fazia parte do México em 1824, ocupando a região Nordeste desse país

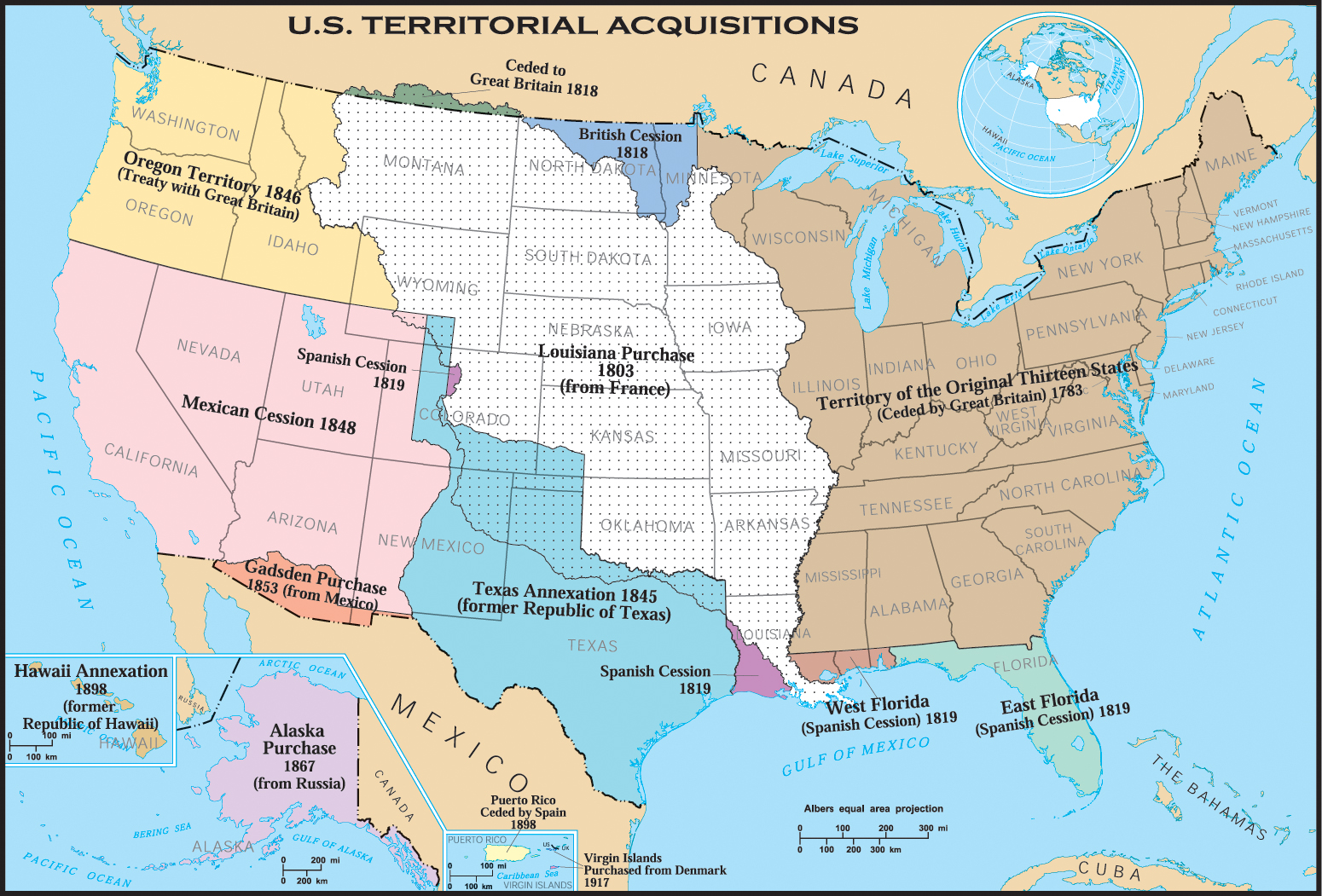
Expansão americana rumo ao oeste

Após o término da Guerra de 1812, da derrota de Napoleão Bonaparte na Batalha de Waterloo e do Congresso de Viena, todos os eventos ocorridos em 1815, uma era de relativa estabilidade iniciou-se na Europa. Líderes americanos passaram a prestar menos atenção a conflitos europeus, bem como ao comércio com a Europa, e passaram a dedicar-se mais ao desenvolvimento doméstico do país. Em 1823, o Presidente americano James Monroe instituiu a Doutrina Monroe, onde Monroe avisava às potências europeias a não interferirem com nenhuma das novas nações livres do continente americano. Em 1819, a Florida, então colónia espanhola, é comprada e anexada pelos Estados Unidos.
Com o fim da aliança dos britânicos com os nativos americanos, colonos americanos passaram a colonizar áreas, habitadas primariamente por indígenas - muitos dos quais haviam sido movidos à força para a região, a partir da costa atlântica, por ordem do governo americano. Durante a década de 1830, o governo federal deportou forçadamente tribos indígenas do sudeste do país para territórios menos férteis no oeste. Este caso foi parar na Suprema Corte americana, que julgou o caso a favor dos indígenas. Mesmo assim, o Presidente americano à época, Andrew Jackson, ignorou o mandato da Suprema Corte.
Ao longo das primeiras décadas do século XIX, milhares de americanos e imigrantes recém-chegados ao país passaram a mover-se em direção ao oeste. Foi o início da expansão americana em direção ao Oceano Pacífico. Muitos destes colonos instalaram-se até mesmo em áreas não controladas pelos americanos à época, especialmente no Texas e na Califórnia. À medida que a população de regiões e territórios na região central e oeste dos Estados Unidos gradualmente aumentou, novos territórios e estados foram criados. Este movimento em direção ao oeste foi em parte estimulado pelo Destino Manifesto, criado em 1823.
Então, milhares de colonos viviam em território não-americano, ou em regiões disputadas por outros países. As pessoas que apoiavam o Destino Manifesto acreditavam que os Estados Unidos deveriam controlar toda a América do Norte. Os habitantes americanos que viviam nestas regiões passaram a exigir a anexação destas regiões por parte do governo americano. Estas regiões incluem o norte do México e o Oregon Country, uma região localizada no noroeste dos atuais Estados Unidos e no sudoeste do Canadá, e disputada com o Reino Unido.
Em 1839, o Texas tornou-se independente, tornando-se uma república. O Texas foi anexado pelos Estados Unidos em 1845. Em 1846, o Reino Unido cedeu a região sul do Território de Oregon aos Estados Unidos. Ainda no mesmo ano, a Guerra Mexicano-Americana teve início. A guerra teve fim em 1848, terminando com vitória americana. No Tratado de Guadalupe Hidalgo, assinado a 2 de fevereiro de 1848, o México cedia oficialmente toda a região norte do país aos Estados Unidos, o que fez os Estados Unidos anexar ao seu território o que hoje são os estados do Texas, Novo México, Califórnia e Arizona. Em 1853, os Estados Unidos compraram uma pequena região, na Compra de Gadsden, que constitui o sul dos atuais Estados de Arizona e Novo México.
Os Estados Unidos já eram então na década de 1850 uma grande potência regional, económica e militar. Milhares de imigrantes vindos de países europeus instalavam-se anualmente nos Estados Unidos. Porém, as diferenças políticas, sociais e económicas entre o Norte e o Sul dos Estados Unidos haviam crescido drasticamente desde que o país se tornara independente em 1783. A população do Norte havia crescido drasticamente, e tinha quase o triplo da população do Sul. A maior parte dos imigrantes instalavam-se no Norte, cuja economia era pesadamente industrializada, e cuja população era contra o uso do trabalho escravo. O Sul, por sua vez, continuava dependente das exportações de algodão para países europeus.

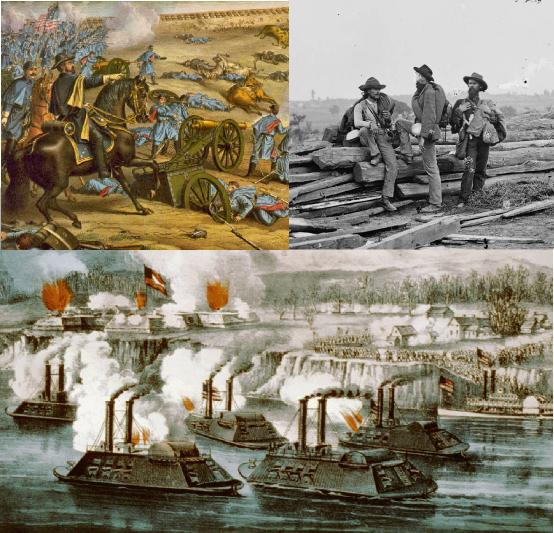
Guerra Civil Americana.

A maior população dos estados do Norte fez com que esta passasse a dominar a Câmara de Representantes. O equilíbrio político então era somente mantido pelo igual número de estados pró-escravidão e pró-abolicionismo no Senado. Porém, a expansão do país em direção ao oeste criou grande controvérsia. Nortistas acreditavam que a escravidão deveria ser efetivamente proibida nos novos estados que seriam fundados no oeste do país. Já os sulistas eram contra esta proposta. Outro grande problema, que exigia solução imediata, era o dos impostos sobre as importações. O Norte, já vivendo a Revolução Industrial, queria se proteger da concorrência estrangeira, por isso desejava o protecionismo, isto é, altas taxas alfandegárias. O Sul, que não tinha muitas manufaturas e era uma região agrária e atrasada, queria o livre-cambismo, isto é abertura total para as importações. O problema da existência ou não existência da escravidão ainda se manteve mais alguns anos, mas a questão protecionista urgia em ser resolvida. O protecionismo irritava o Sul e o livre-cambismo arruinaria a indústria do Norte. O equilíbrio político no Senado foi mantido até o início da década de 1860, com Estados pró-abolicionistas somente sendo criados quando um segundo Estado, pró-escravista, também era criado. O equilíbrio foi quebrado em 1861, quando o Kansas foi admitido à União como Estado pró-abolicionista. O domínio dos pró-abolicionistas no Congresso americano e a eleição do pró-abolicionista republicano Abraham Lincoln em 1860 fizeram com que 11 Estados pró-escravistas anunciassem secessão dos Estados Unidos, e a fundação dos Estados Confederados da América.
A Guerra Civil Americana teve início a 12 de abril de 1861, quando tropas confederadas atacaram tropas da União em Charleston. A União, ou os Estados Unidos propriamente ditos, dispunha de maior força industrial, económica e militar, bem como uma maior população. Os confederados, porém, estavam dispostos a lutar por sua causa. Durante o início da guerra, os confederados venceram diversas batalhas. Porém, a União, gradualmente, passou a controlar a guerra. A 1 de janeiro de 1863, Lincoln proclamou, num gesto simbólico, a Proclamação de Emancipação, que dava liberdade a todo escravo em território confederado. A rendição da principal força confederada, controlada por Robert E. Lee, a 9 de abril de 1865, marca em prática o fim da Guerra Civil, que terminaria oficialmente em 28 de junho, com a rendição das últimas tropas confederadas.

## 1865 - 1918

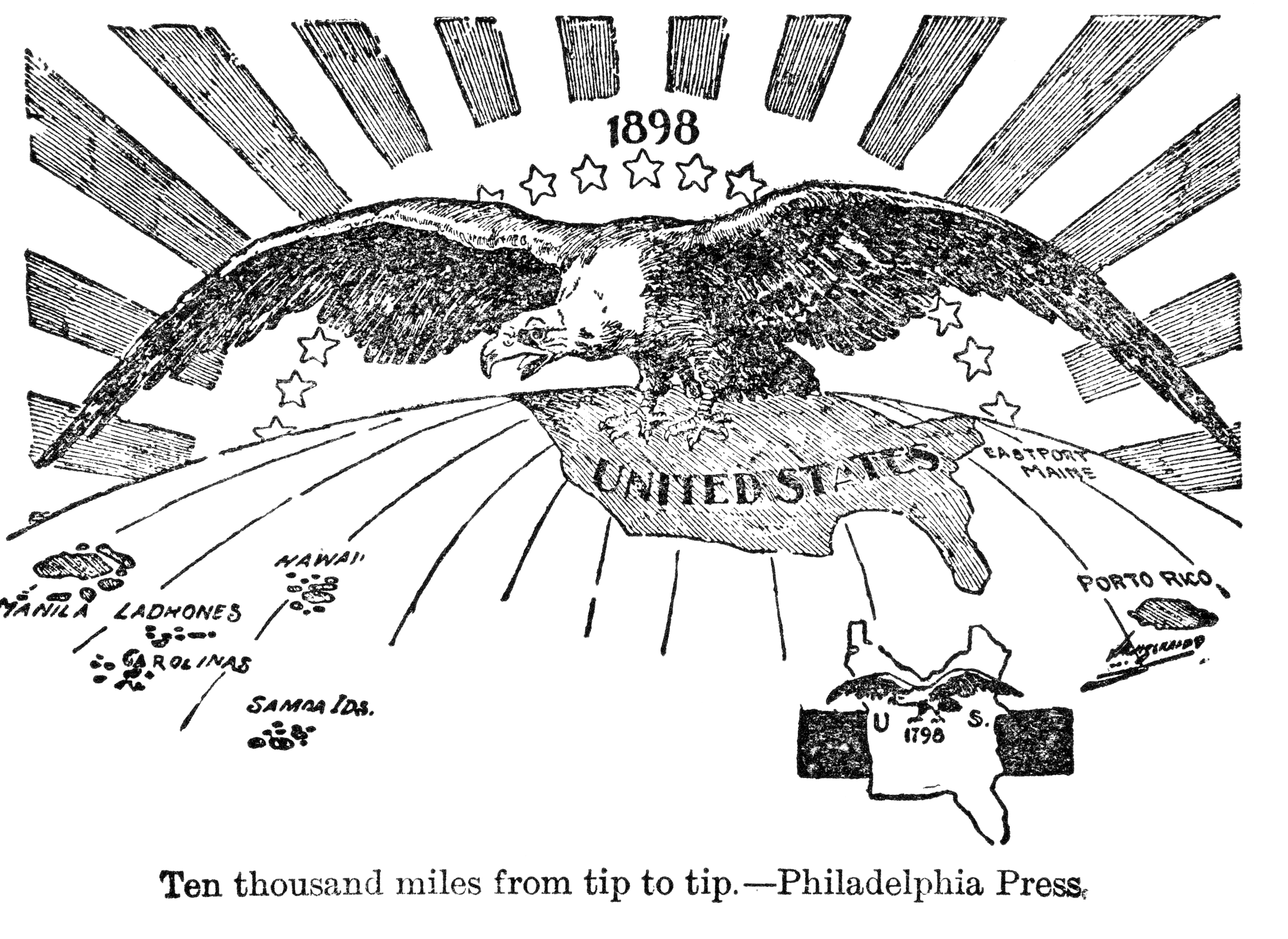
Ascensão do imperialismo americano.

A Guerra Civil Americana gerou grande destruição nos Estados Unidos - especialmente no sul do país. Nenhum conflito causou a morte de mais americanos do que a Guerra Civil Americana. Entre 600 a 700 mil americanos perderam as suas vidas nesta guerra civil, mais do que as baixas americanas em todas as guerras que os Estados Unidos estiveram envolvidos desde a Revolução Americana de 1776 até à atualidade. O Sul, após o final da guerra, foi ocupado por forças da União. A economia da região estava completamente destruída. O período que se estende do final da guerra até 1877, quando as últimas forças americanas desocuparam o Sul, é conhecido como Reconstrução.
Conflitos entre políticos nortistas apareceram quanto ao processo de readmissão dos Estados do Sul para os Estados Unidos da América. Estes políticos dividiam-se em dois grupos: os moderados e os radicais. Os moderados, liderados ao longo da guerra por Abraham Lincoln e posteriormente pelo Vice-Presidente Andrew Johnson (que assumiu o posto de Presidente), queriam pôr um fim definitivo às diferenças políticas, culturais, econômicas e sociais entre o Sul e o Norte, e eram contra a imposição de punições. Já os radicais exigiam grandes punições contra o Sul. Os radicais, após a guerra, conseguiram aprovar no Congresso americano pesadas punições contra o Sul, e deram início a um processo de impeachment contra Jackson. O Senado americano rejeitou este processo por apenas um voto, em 1868.
Os nortistas instalaram nos Estados e nas principais cidades e condados do Sul governos comandados por republicanos, protegidos pelas tropas nortistas. A população do Sul ressentia a presença tanto dos republicanos quanto das tropas. Entre os políticos instalados no poder nestas subdivisões, estiveram diversos afro-americanos, colocados no poder pelo governo americano primariamente com o propósito de humilhar a população branca sulista. O governo americano proibiu o uso do trabalho escravo ainda em 1865, confirmou a cidadania de todos os afro-americanos no país em 1868, e permitiu que qualquer pessoa afro-americana do sexo masculino também tivesse o direito de voto. Apesar disto, a discriminação contra afro-americanos continuaria abertamente em todo o país durante o próximo século no país.
Em 1876 ocorre a última grande guerra do Exército americano contra nações indígenas que se opunham à colonização de suas terras. A derrota dos indígenas estimula a expansão populacional rumo ao oeste, com novos territórios abertos à agropecuária
A Reconstrução terminou em 1877. A economia dos Estados Unidos desenvolveu-se rapidamente, grandes linhas ferroviárias foram construídas ao longo do país. Este crescimento estava centralizado primariamente nas cidades. Como consequência, ocorreu grande migração dos campos para as cidades (êxodo rural). A maior parte da industrialização e do crescimento económico americano entre 1865 e 1918 ocorreu no Centro-Oeste e principalmente no Norte - enquanto a economia do Sul, completamente destruída pela Guerra Civil, demoraria décadas para se recuperar e a época de grande industrialização ocorreria somente após as primeiras décadas do século XX.
Os Estados Unidos expandiram o seu território em 1867, com a aquisição do Alasca, ao Império Russo. Considerada uma nação emergente e uma potência económica e militar regional devido a vitória na Guerra Mexicano-Americana, no final do século XIX o presidente Theodore Roosevelt defendeu a expansão rumo ao Caribe e ao Pacífico, com a finalidade de fazer o país adquirir o status de potência mundial. A classe empresarial do país viu na ideia uma oportunidade para expandir os seus negócios. Em 1898, o Havaí foi conquistado e anexado pelos Estados Unidos. No mesmo ano, os Estados Unidos entraram em guerra com a Espanha, na Guerra Hispano-Americana, saindo-se vencedor, e adquirindo algumas das últimas colónias que a Espanha ainda possuía, Cuba e Porto Rico. Os americanos também conquistaram as Filipinas - colónia espanhola - em 1903. Antes da guerra a Espanha não era mais considerada uma potência global e sim uma nação decadente e débil, e era considerada uma nação de segundo plano entre as potências europeias, o que fez a derrota espanhola não chamar muito a atenção europeia em relação a capacidade militar dos Estados Unidos. Mesmo assim a vitória americana elevou o país ao status de Grande Potência.

Tio Sam e a Primeira Guerra Mundial.

Mais de 25 milhões de imigrantes instalaram-se nos Estados Unidos, entre 1870 e 1916, causando grande crescimento populacional - de 40 milhões de habitantes em 1870 para mais de 100 milhões em 1916. Os principais motivos foram a rápida industrialização dos estados do Norte, a substituição de mão-de-obra escrava por mão-de-obra imigrante nos estados do Sul, e primariamente por causa do Ato Homestead, que dava lotes de terra no oeste americano abaixo ou nenhum custo, incentivando assim o povoamento do oeste americano. Este povoamento, porém, assinalou o fim do estilo de vida das tribos indígenas nos Estados Unidos. Em ordem para dar espaço a cidades e fazendas, os americanos forçaram os indígenas a moverem-se para reservas indígenas. Estes resistiram inicialmente, atacando fazendas e cidades americanas, mas todos os movimentos de resistência por parte dos indígenas acabaram em 1900. Os Estados Unidos já são a maior potência económica do mundo, mas com reduzida importância militar
Durante a primeira metade do século XX imensos grupos negros migraram para o norte a fim de fugir da discriminação imposta no Sul.
Em 1914, a Primeira Guerra Mundial teve início. Os Estados Unidos não entraram inicialmente na guerra, mas cedeu empréstimos e suprimentos às duas principais potências da Tríplice Entente - Reino Unido e a França. Em 1917, os Estados Unidos entraram na guerra, ao lado da Tríplice Entente, por causa do afundamento de diversos navios americanos por submarinos alemães. Nos campos de batalha da Europa, divisões americanas desempenham papel importante para a vitória, consolidando pela primeira vez o prestígio militar do país. Após o final da guerra, as potências Aliadas impuseram pesadas punições contra a Alemanha, sob os termos do Tratado de Versalhes, apesar da insistência do Presidente americano Woodrow Wilson por termos razoáveis de punição. O impacto econômico do tratado na Alemanha foi severo, e a humilhação imposta por este tratado foi uma das razões primárias para que Adolf Hitler assumisse o poder da Alemanha em 1933. Os Estados Unidos não ratificaram o tratado, e ao invés disso, assinaram tratados de paz diferentes com a Alemanha e suas aliadas. A guerra não alcançou os ideais que Wilson prometera, e os americanos decidiram isolar-se do resto do mundo, passando a dar mais atenção a problemas domésticos, longe de relações internacionais. Antes da Primeira Guerra os Estados Unidos haviam alcançado o status de Grande Potência, se igualando em status as potencias europeias e ao Japão.

## 1918 - 1945

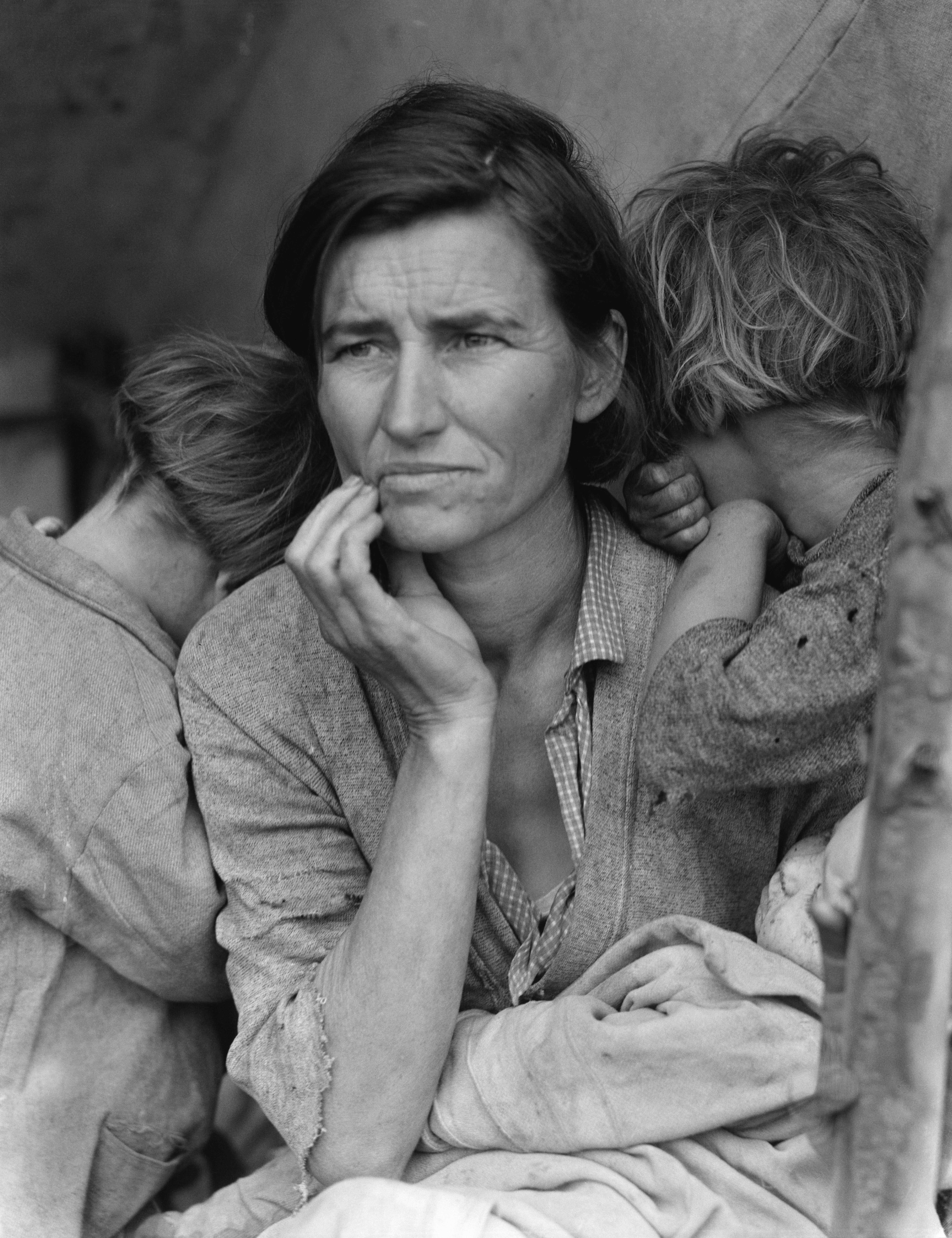
Grande Depressão.

A guerra não só arrasou a Europa como criou uma taxa assombrosa de desemprego por conta da completa falta de estrutura no continente devido aos longos combates, o que gerou uma crise financeira também potenciada pelos gastos exorbitantes de cunho militar. Com o declínio europeu os Estados Unidos expandiram os seus mercados e emergiram como potência mundial tomando uma posição de destaque no cenário político e militar mundial.
Os Estados Unidos até então prosperaram de uma forma muito balanceada. Durante a maior parte da década de 1920, os Estados Unidos passaram por um período de prosperidade não balanceada. Enquanto a indústria de manufatura e a venda de novos produtos recém-inventados, como rádio, filmes e automóveis, crescia, os preços para produtos agropecuários e os salários dos trabalhadores caíram em todo o país. A qualidade de vida nas áreas urbanas crescia gradualmente, e dramáticas melhorias no sistema de planejamento urbano destas áreas urbanas ocorreram, porém a qualidade de vida caiu nas áreas rurais. Uma das razões da prosperidade econômica em geral dos Estados Unidos durante a década de 1920 foi a extensão de crédito a níveis perigosos, incluindo nas bolsas de valores, que cresceram para níveis perigosamente inflacionados.
Em 1920, o Congresso americano aprovou a proibição da fabricação, venda, importação e exportação de bebidas alcoólicas em todo os Estados Unidos, em uma tentativa de minimizar diversos problemas sociais. Este ato do Congresso americano ficou conhecido como Prohibition, que terminou em 1933, não tendo sucedido em reduzir o consumo de álcool, e fortalecendo o crime organizado no país. A Proibição, de qualquer maneira, foi a primeira emenda à Constituição americana que regulava diretamente a atividade social, representando o crescente fortalecimento do Estado no país durante as primeiras décadas do século XX.
A quebra da Bolsa de Valores de Nova Iorque, ocorrida em 1929, marca o início de um período de uma década conhecido como Grande Depressão, caracterizada por grande recessão econômica do país. As causas da quebra da bolsa de valores e da Grande Depressão em si são assunto de grande controvérsia até os dias atuais. A quantidade limitada de informações da economia da época sugerem que a indústria de construção e o setor imobiliário estagnaram em 1926, juntando-se ao declínio das indústrias da agricultura, pecuária, mineração e do petróleo. Em todos estes setores, a superprodução e a competição de produtos de outros países baixaram preços e lucros. Os salários não cresceram rápido o suficiente para permitir a possíveis consumidores a compra de novas residências e de outros produtos à venda à época. A exportação de produtos industrializados caía gradualmente, por causa da ascensão do protecionismo no mundo industrializado. A quebra da bolsa de valores drenou a confiança de possíveis consumidores e, mais importante, a confiança de instituições financeiras. Estas tornaram-se extremamente relutantes em investir. Por isto, a economia americana caiu em uma severa depressão econômica. A Grande Depressão foi marcada por níveis muito altos de desemprego, investimentos negligíveis e grande deflação.
Em resposta à recessão, o Congresso e o então Presidente americano Herbert Hoover aprovaram uma tarifa alfandegária, o Ato Tarifário Smoot-Hawley, e, juntamente com outros atos públicos, tentou fixar preços a fazendeiros, e criou um programa de ajuda social, que passou a empregar centenas de pessoas, acreditando que o governo americano era obrigado a manter os níveis de emprego em alta, mas que deveria intervir diretamente o menos possível na economia do país. Estes esforços não tiveram precedentes, e economistas atualmente ainda não chegaram a um consenso sobre a devida precaução destas políticas. Enquanto alguns acreditam que estas medidas pouco serviriam a curto prazo, e foram insuficientes, dado a magnitude da depressão, outros acreditam que estas políticas foram destrutivas, e contribuíram para a agravação da Grande Depressão.

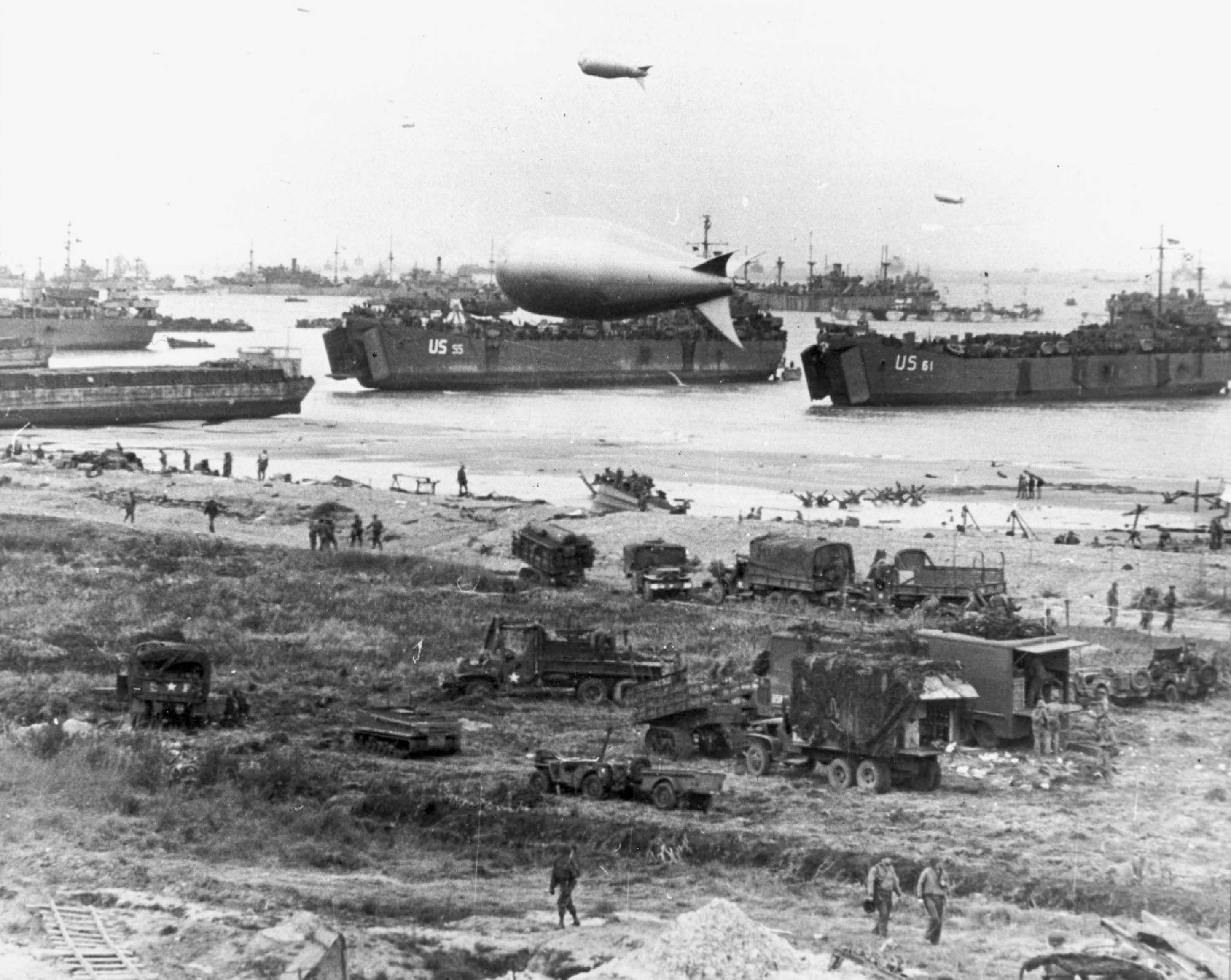
Desembarque da Normandia em 1944.

Com milhões de pessoas desempregadas, o Presidente Franklin Delano Roosevelt, eleito em 1932, implementou o New Deal, que aumentava a participação e a intervenção do governo americano na economia do país, instituía novas regulações em instituições de comércio - especialmente bancos - o que criou uma ilusão de maior estabilidade da economia do país, e criava um número de programas de ajuda social e econômica aos pobres e desempregados, causando o efeito contrário do esperado e aumentando o período da depressão. O ápice da Grande Depressão ocorreu em 1933, e gradualmente desde então, a economia do país recuperou, apesar das intervenções do governo na economia, fator que retarda a recuperação. A Economia do país apresentou poucas melhorias até o fim da década.
O sentimento isolacionista americano caíra, mas tanto a população americana quanto o governo inicialmente eram contra o envolvimento do país na Segunda Guerra Mundial, limitando-se a fornecer suprimentos para o Reino Unido, a China e a União Soviética. Porém, este sentimento mudou drasticamente após o Ataque a Pearl Harbor pela força aérea japonesa, a 7 de Dezembro de 1941 (ver: Ataques na América durante a Segunda Guerra Mundial). Os Estados Unidos rapidamente se aliaram aos britânicos e os soviéticos, contra o Japão, a Itália e a Alemanha Nazista. Quase quatro anos foram necessários para a derrota final da Alemanha e do Japão. Em Agosto de 1945, bombardeiros americanos realizaram ataques nucleares com bombas atómicas, criadas pelo Projeto Manhattan, sobre as cidades japonesas de Hiroshima e Nagasaki. Estes ataques causaram cerca de 300 mil mortos instantaneamente, e um número indeterminado de vítimas posteriormente, devido à contaminação pela radiação. A participação dos Estados Unidos foi essencial na prevenção de uma eventual vitória total das potências do Eixo na Europa e na Ásia.
Depois da Segunda Guerra Mundial a economia dos Estados Unidos não havia melhorado em relação a 1939 (antes do início da guerra). O que aconteceu no período da Guerra, no qual o governo dos Estados Unidos direcionou recursos para a fabricação de equipamento militar foi uma falsa impressão que a economia estava a se tornar mais forte. Porém, a qualidade de vida geral da população não melhorou, apesar do aumento do PIB (Produto Interno Bruto) do país.

## 1945 - 1964

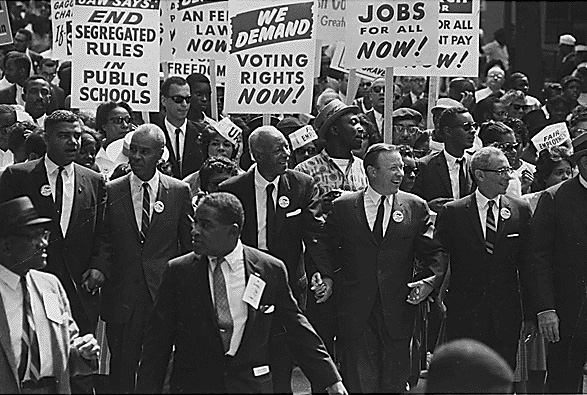
Movimento dos direitos civis.

Após o fim da Segunda Guerra Mundial, as potências Aliadas (que incluíam os Estados Unidos) financiaram a reconstrução da Alemanha e do Japão, e eventualmente transformaram estes países de ex-inimigos em aliados.
A era pós-guerra nos Estados Unidos foi marcado internacionalmente pelo início da Guerra Fria, onde os Estados Unidos e a União Soviética, que haviam se tornado as únicas Superpotências mundiais no final da Segunda Guerra, ocupam o vácuo deixado pelas antigas potências europeias, que estavam completamente destruídas pela guerra. As superpotências tentaram expandir sua influência no resto do mundo, à custa de outros países, impulsionados por uma divisão ideológica entre o capitalismo e o comunismo. Esta guerra foi balanceada pelos maciços arsenais nucleares destes países.  Eles dominaram os assuntos militares da Europa, com os Estados Unidos e seus aliados da OTAN de um lado e a União Soviética e seus aliados do Pacto de Varsóvia, do outro. Os Estados Unidos desenvolveram uma política de "contenção" para a expansão bloco soviético. Enquanto eles se engajaram em guerras por procuração e desenvolviam poderosos arsenais nucleares, os dois países evitavam o conflito militar direto. O resultado foi uma série de conflitos durante este período, incluindo a Guerra da Coreia em 1950 a 1953 (que resultou em status quo) e a tensa Crise dos mísseis de Cuba de 1962. Dentro dos Estados Unidos, a Guerra Fria gerou preocupações sobre a influência comunista, e também resultou em tentativas do governo americano em encorajar matemática e ciências nos esforços em vencer a corrida espacial.
Este período da história americana caracteriza-se pela explosão populacional do país. Foi o período da explosão populacional americana. Enquanto isto, a migração rural, que foi intensa desde o final da Guerra Civil Americana, começou a cair gradualmente, e o país passou por um período de grande expansão econômica sustentável, empresas americanas são impulsionadas com o repasse de tecnologias militares e com a abertura do mercado europeu na reconstrução do continente. A indústria de manufatura do país, antes limitada à Região Norte (Regiões Nordeste e Centro-Oeste consideradas com uma única região) se espalha pelo país. A Região Sul dos Estados Unidos, tradicionalmente agrícola e pouco industrializada, passou a apresentar uma importante diversificação industrial com o desenvolvimento petrolífero da década de 1950. Desenvolveram-se então a indústria petroquímica, aeronáutica e de energia nuclear. Mas essa alteração não promoveu o completo desenvolvimento social da região, tanto que nos estados do sul a urbanização e os padrões de vida continuam a ser os mais baixos do país.
A Região Oeste dos Estados Unidos, banhada pelo Oceano Pacifico, começou a se desenvolver a partir do fim da Segunda Guerra, apesar da California já ter iniciado a sua industrialização no início do século XX, logo após a Primeira Guerra. O estado da Califórnia emerge como o estado mais populoso e caso fosse um país independente seria uma das 10 maiores economias do mundo. Após a Segunda Guerra Mundial, a economia da Califórnia expandiu enormemente devido às fortes indústrias aeroespaciais e de defesa, cujo tamanho diminuiu após o fim da Guerra Fria. Universidade de Stanford e seu decano de Engenharia Frederick Terman encorajaram o corpo docente e graduados para ficar na Califórnia em vez de deixar o estado, o que posteriormente levou ao desenvolvimento décadas depois de uma região de alta tecnologia na área hoje conhecida como Vale do Silício. Como resultado desses esforços, Califórnia é considerada o centro mundial das indústrias de entretenimento e música, da tecnologia, da engenharia e da indústria aeroespacial bem como o centro de produção agrícola dos Estados Unidos.
Ao mesmo tempo, o racismo ao longo do país - especialmente no sul - começou a ser combatido com o crescente movimento dos direitos civis, e por líderes afro-americanos tais como Martin Luther King. Ao longo da década de 1950 e do início da década de 1960, todas as leis de segregação social nos Estados Unidos foram removidas do governo americano, e todos os estados do país foram obrigados a fazer o mesmo. Destacam-se também o início do movimento feminista, do movimento jovem e da criação da geração gap.
O final deste período caracteriza-se pelo início da evolução da Guerra do Vietnã, que teve início em 1957, e duraria até 1975, pelo clímax das tensões entre as os Estados Unidos e a União Soviética, e pelo termo de ofício do Presidente John F. Kennedy, que seria assassinado a 22 de Novembro de 1963.

## 1964 - 1991

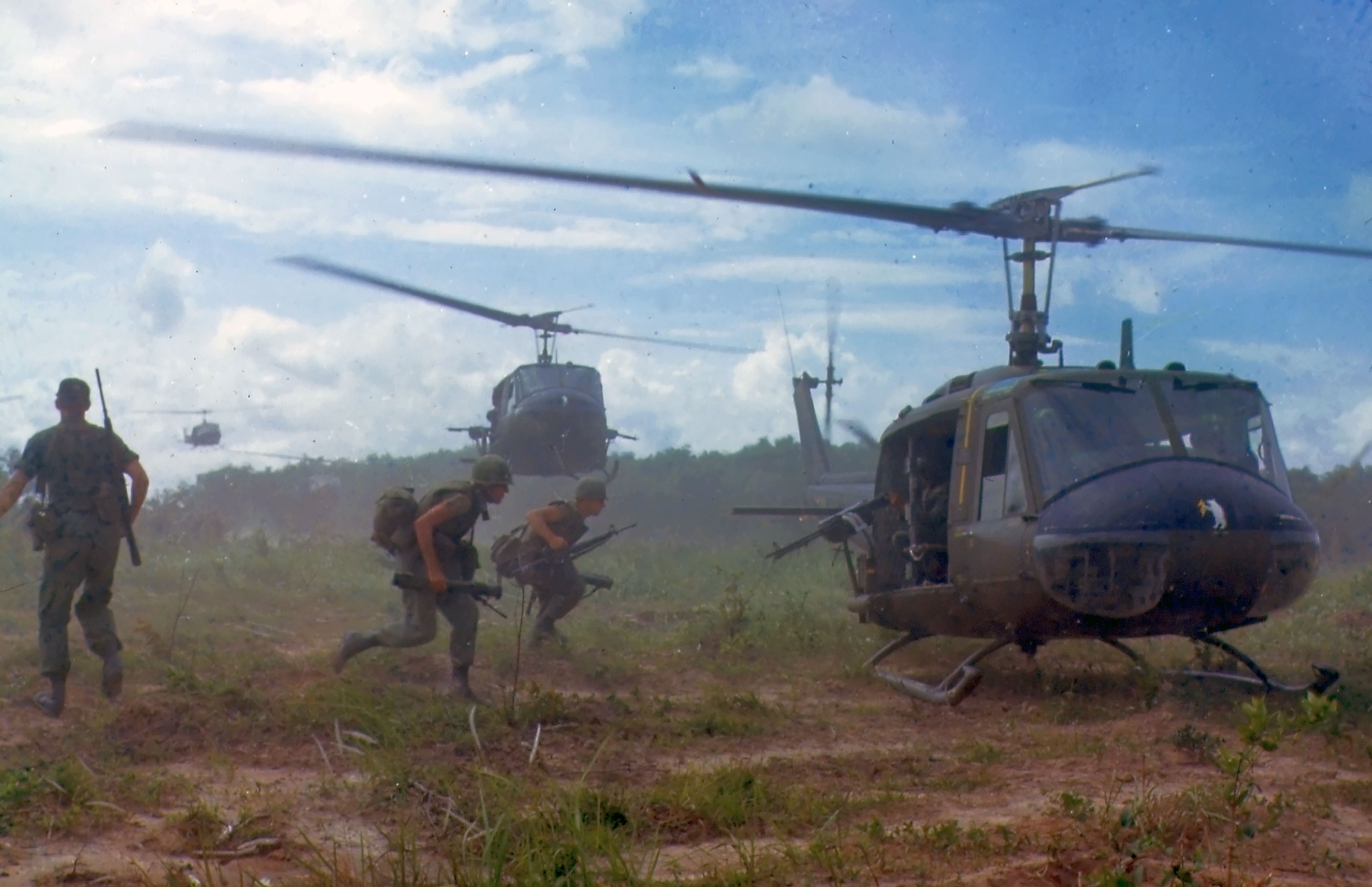
Guerra do Vietnã.

Economicamente, a era de prosperidade e de grande crescimento econômico, que caracterizou o período 1945-1964, terminara. A era 1964-1991 foi marcado por diversas recessões econômicas, que se intercalaram com alguns períodos de grande crescimento econômico. O país também passou a sofrer com a concorrência de outros países, tais como o Japão ou os países da União Europeia - tanto no mercado internacional quanto no mercado doméstico.
Demograficamente, o  período de 1964-1991 é marcado pela queda da imigração de europeus nos Estados Unidos, e pelo início da grande imigração de hispânicos e de asiáticos, que passaram a causar grandes mudanças na demografia do país. Este período também é marcado pelo início do grande crescimento populacional do Sun Belt, que compreende todos os Estados do sul do país. Tanto a imigração hispânica e asiática quanto o crescimento populacional do Sun Belt continuam até os dias atuais.
A crescente impopularidade da Guerra do Vietnã alimentou movimentos sociais já existentes, incluindo os movimentos feministas, de minorias étnicas e os jovens. A "Grande Sociedade" do Presidente  democrata Lyndon Johnson foi um programa governamental extensivo que incluía a implementação de programas sociais. Durante a década de 1970, o sucessor de Johnson, Richard Nixon, trouxe a Guerra do Vietnã ao fim, à medida que o governo do Vietnã do Sul gradualmente entrava em colapso. A guerra custou aos Estados Unidos 58 mil vidas americanas. O próprio Nixon foi obrigado a renunciar, com o escândalo político de Watergate. O embargo do petróleo da OPEP em 1973 causou a diminuição do crescimento econômico do país, e levou a um período de estagnação econômica, sob o termo de ofício do Presidente Jimmy Carter, durante o final da década de 1970. Então, estações espaciais já haviam sido lançadas, em 1971, e grandes avanços na indústria aeroespacial ocorreram nos Estados Unidos, juntamente com seu oponente, a União Soviética.
O crescente intervencionismo americano em assuntos de outros países, como a aliança e o suposto apoio financeiro e político à política da conquista de territórios árabes (em especial, a Palestina) por parte de Israel fez dos Estados Unidos, cidadãos americanos e instalações militares americanas em outros países, alvo de ataques. Estes ataques passaram a ter início durante a década de 1970. A presença cada vez maior das multinacionais americanas mundo afora fez com que muitos acusassem os Estados Unidos de imperialismo.
Durante a década de 1980, o Presidente Ronald Reagan foi eleito, e instituiu um programa doméstico de cortes em impostos, e um programa internacional agressivo anti-soviético. Depois de sua eleição em 1980, o presidente Ronald Reagan respondeu a estagnação econômica com reformas orientadas ao livre mercado. Embora o déficit dos Estados Unidos se ter expandido rapidamente, o Bloco Socialista começou a entrar em colapso. O colapso ocorreu em 1991, durante o termo do Presidente George H. W. Bush.

## 1991 - 2008

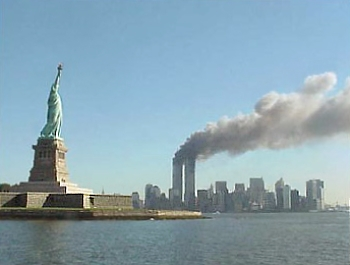
Ataques de 11 de Setembro de 2001.

Apesar da queda da União Soviética, os Estados Unidos viram-se envolvidos noutra ação militar, a Guerra do Golfo, ocorrida em 1990. Essa ação militar aconteceu depois do exército de Saddam Hussein invadir o Kuwait. O Conselho de Segurança da ONU votou a favor do ataque contra o Iraque e pela expulsão das tropas iraquianas do Kuwait. Essa campanha militar bem sucedida foi empreendida pelo governo americano do Presidente George H. W. Bush que foi sucedido pelo democrata Bill Clinton, em 1992. Clinton liderou os Estados Unidos durante o mais longo período de expansão econômica da história americana, um efeito colateral da revolução digital e de novas oportunidades de negócios criadas pela Internet.
A partir de 1994, os Estados Unidos participa do maior bloco comercial do mundo, o Acordo de Livre Comércio da América do Norte (NAFTA), ligando 450 milhões de pessoas que produzem 17 trilhões de dólares do valor dos bens e serviços. O objetivo do acordo entre os Estados Unidos, Canadá e México foi criado para eliminar as barreiras comerciais e de investimento entre eles, até 1 de janeiro de 2008; o comércio entre os parceiros aumentou desde que o acordo entrou em vigor.
Em 11 de setembro de 2001, já sob a liderança do Presidente George W. Bush, os Estados Unidos sofreram o pior atentado terrorista da história do país, que culminou na destruição do World Trade Center, na parcial destruição do Pentágono e na morte de cerca de 3 mil pessoas. Este ataque terrorista, conhecido como Ataques de 11 de Setembro, foi orquestrado pela Al Qaeda, comandada por Osama Bin Laden. Em resposta aos ataques de 11 de Setembro, sob a administração do Presidente George W. Bush, os Estados Unidos, com suporte da OTAN e o apoio da ONU, invadiu o Afeganistão e derrubou os Taliban do poder do país com a ajuda da Aliança do Norte, apresentando como justificativa o suposto suporte financeiro, treinamento militar dado pelo país a terroristas, inclusivamente a Al Qaeda.
No entanto, a não captura de Osama Bin Laden, possibilitou ao Presidente George W. Bush continuar o que ficou conhecido como Guerra Contra o Terror. O primeiro evento significativo desta empreitada foi a invasão do Iraque em 2003, depois das polêmicas em torno da posição do ditador iraquiano, Saddam Hussein, a respeito das inspeções de supostas armas de destruição em massa, levaram o governo de George W. Bush a tentar aprovar no Conselho de Segurança da ONU, sem sucesso, a invasão do Iraque e a deposição de Saddam Hussein.
Mesmo sem o aval do Conselho de Segurança da ONU, os Estados Unidos invadiram o Iraque, juntamente como outros países aliados tais como o Reino Unido, a Itália e a Espanha, levando rapidamente à deposição e à prisão de Saddam Hussein. Esta segunda invasão mostrou-se contrária a alguns interesses da comunidade internacional, entre países como a França, a Alemanha e a Rússia. A 16 de Dezembro de 2005, a lei H.R. 4437 foi aprovada pela Câmara dos Representantes. A lei possui o alvo de reforçar o controle americano contra a imigração ilegal, tornando mais rigorosa as medidas contra imigrantes em situação ilegal, e tornando um ato criminoso ajudá-los a permanecer no país. A lei, que está atualmente sendo discutida no Congresso dos Estados Unidos, gerou grandes manifestações populares em diversas cidades do país.
Em 2007 os Estados Unidos entraram em um período de forte recessão econômica e estagnação que durou até meados de 2010.

## 2008 - presente

Barack Obama, o 44º Presidente dos Estados Unidos, o primeiro afro-americano a ocupar o posto.

Em 2008 o democrata Barack Obama foi eleito o primeiro presidente afro-americano e multirracial. Obama continuou o processo de retirada das tropas americanas do Iraque e estabeleceu o plano de encerrar a participação americana no conflito no Afeganistão. Logo depois, contudo, voltou ao Oriente Médio para liderar uma coalizão internacional contra o grupo autoproclamado Estado Islâmico (Dawlat al-Islāmiyah).
Em 2011, quase dez anos após o atentado, o governo autorizou uma operação bem-sucedida que resultou na morte de Osama bin Laden, baleado pela Navy Seal (marinha americana) na cidade de Abbottabad no Paquistão. Após a morte do líder da Al-Qaeda, Obama tomou certas providências a respeito da política externa, tais como a ordem de retirada das tropas americanas do Iraque. Os Estados Unidos também viram o ressurgimento das tensões com a Rússia, devido a intervenção desta na Geórgia e na Ucrânia. Os americanos e seus aliados na Europa impuseram sanções contra Moscovo, ameaçando uma nova "Guerra Fria".
Em 2016, Donald Trump foi eleito presidente dos Estados Unidos. Apesar de ter vencido no colégio eleitoral, Trump não conquistou a maioria dos votos, fazendo dele o quinto presidente a ser eleito mesmo tendo perdido no voto popular. Protestos contra o presidente então irromperam por várias cidades do país. Ainda assim, ele foi formalmente empossado para o cargo em janeiro de 2017, prometendo uma presidência mais voltada a assuntos domésticos.

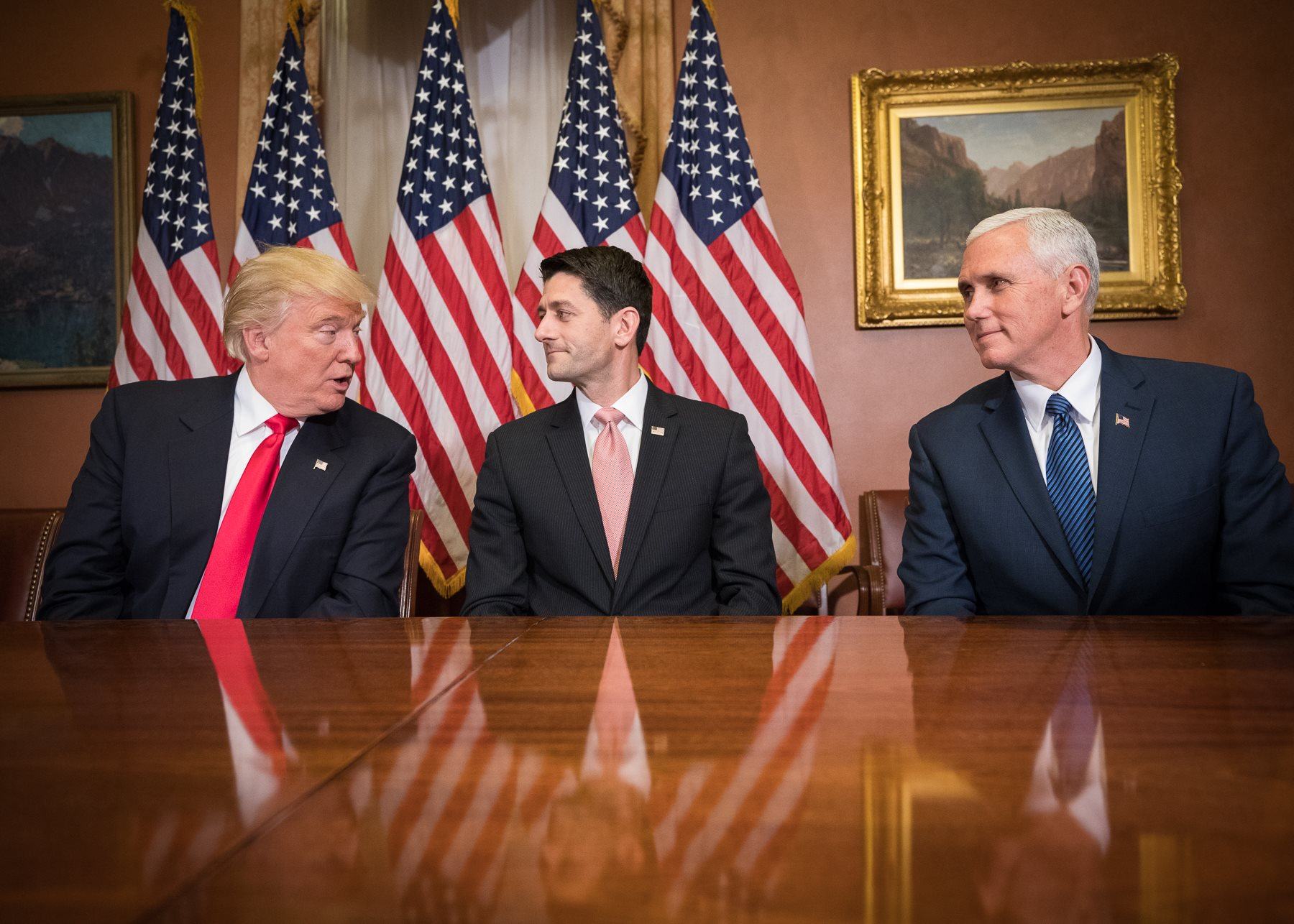
Donald Trump, o 45º e 47º Presidente dos Estados Unidos, Paul Ryan, o 62º Presidente da Câmara dos Representantes dos Estados Unidos, e Mike Pence, o 48º Vice-presidente dos Estados Unidos.

Em 3 de janeiro de 2020, o governo dos Estados Unidos fez um ataque ao aeroporto internacional de Bagdá, lançando três foguetes que caíram perto do terminal de cargas, queimando dois veículos e ferindo vários cidadãos, disse o órgão. O ataque aéreo resultou nas mortes do líder paramilitar Abu Mehdi al-Muhandis e do principal alvo, o general iraniano Qasem Soleimani, e ocorreu em resposta ao ataque apoiado pela milícia iraniana na base americana no Iraque em dezembro do ano anterior. Além disso, o Pentágono afirmou, "o general Soleimani estava desenvolvendo ativamente planos para atacar diplomatas e militares americanos no Iraque e em toda a região".
O ataque ocorreu horas depois do secretário de Defesa dos Estados Unidos, Mark Esper, dizer que o Irã iria lamentar se continuasse com a "campanha de provocações" contra os interesses da Casa Branca no Oriente Médio. "Eles provavelmente lamentarão, e estamos preparados para exercer nossa própria defesa e deter o comportamento mais ofensivo por parte destes grupos, todos apoiados, liderados e financiados pelo Irã", disse Esper em um encontro com jornalistas no Pentágono.
O fato gerou várias reações no mundo inteiro e levantou várias questões sobre a tensão entre os Estados Unidos e o Irã. Muitos até se perguntaram se haveria uma possível Terceira Guerra Mundial, porém Donald Trump negou quaisquer intenções ou possibilidades de haver uma nova guerra.

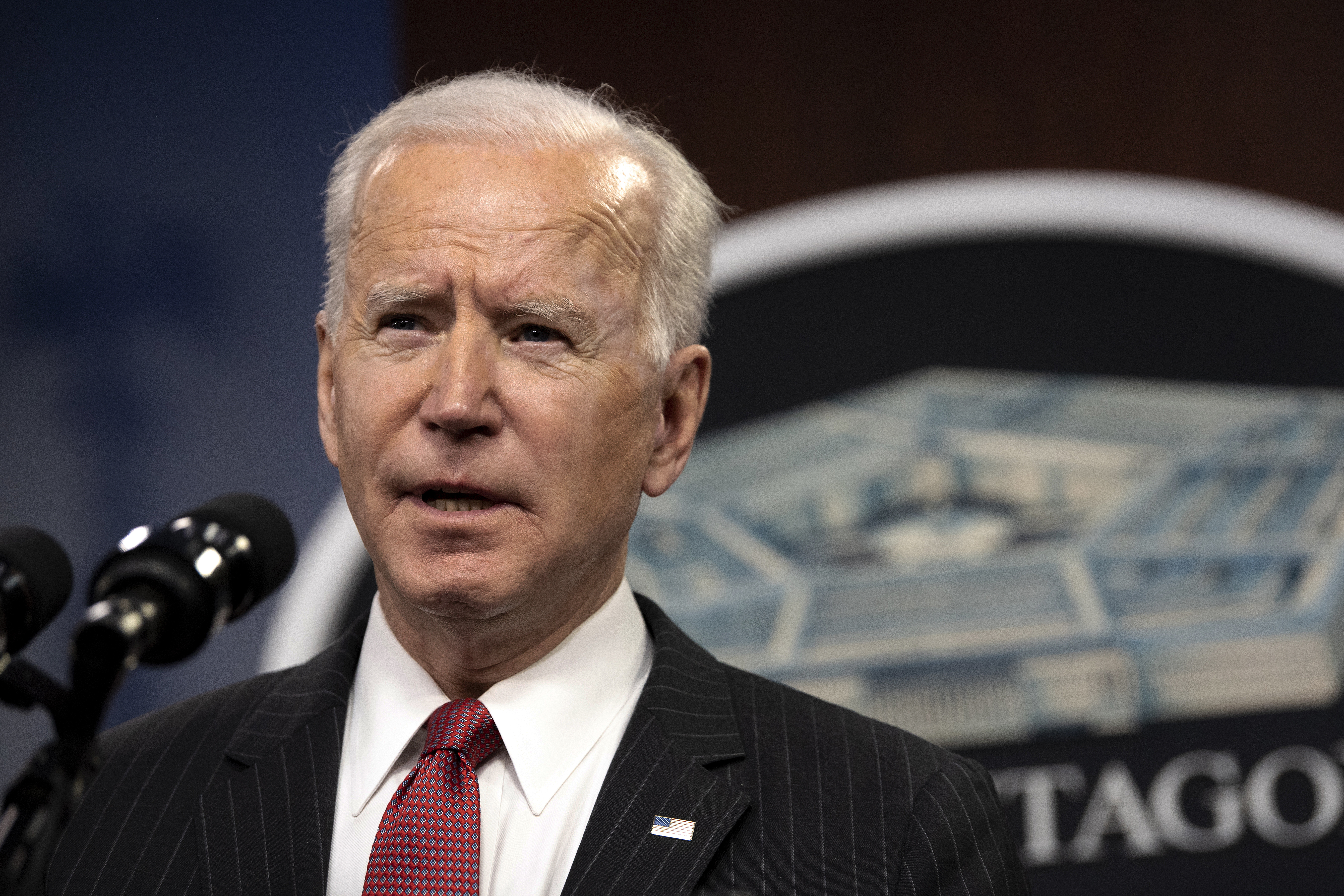
Joe Biden, o 46º presidente dos Estados Unidos

Ainda no mesmo ano, Trump conversou com o vice-primeiro-ministro chinês, Liu He sobre os acordos comerciais entre os Estados Unidos e China, que travam uma guerra comercial há 8 meses. O ponto central do acordo é uma promessa da China de comprar mais US$ 200 bilhões em produtos dos EUA ao longo de dois anos para reduzir o déficit comercial bilateral com os norte-americanos que chegou a US$ 420 bilhões em 2018.[carece de fontes?]
Em 20 de janeiro de 2021, Joe Biden, que fora vice de Obama, assumiu a presidência dos Estados Unidos após as eleições gerais do ano anterior. Entre suas promessas de campanha estavam lidar com a nova recessão econômicas e as consequências da Pandemia de COVID-19 nos Estados Unidos, que já havia matado mais de 400 mil americanos no período de sua posse.